# Colonia Revolución, Michoacán de Ocampo
Colonia Revolución är en ort i Mexiko.   Den ligger i kommunen Erongarícuaro och delstaten Michoacán de Ocampo, i den södra delen av landet, 270 km väster om huvudstaden Mexico City. Colonia Revolución ligger 2 052 meter över havet och antalet invånare är 110. Den ligger vid sjön Lago de Pátzcuaro.
Terrängen runt Colonia Revolución är kuperad åt nordväst, men åt sydost är den platt. Runt Colonia Revolución är det ganska tätbefolkat, med 108 invånare per kvadratkilometer. Närmaste större samhälle är Pátzcuaro, 12,0 km sydost om Colonia Revolución.